# Dichlor pentoxide
Dichlor pentOxide là một oxide của chlor mang tính giả định có công thức hóa học Cl2O5. Nó vẫn chưa được biết. Lý thuyết dự đoán rằng cấu trúc pechloryl/chloride peroxide sẽ là chất ổn định nhất trong số các đồng phân khác nhau của công thức phân tử này, chẳng hạn như anhydride của acid chloric hoặc anhydride của hỗn hợp acid chlorơ/acid perchloric.